# Willys Jeep Station Wagon
De Willys Jeep Station Wagon (ook wel Jeep Utility Wagon en Jeep Panel Delivery genoemd) is een personenwagen die eerst door Willys-Overland en vervolgens door Kaiser-Jeep in de Verenigde Staten geproduceerd werd van 1946 tot 1964. In Argentinië liep de productie nog door tot 1970 en in Brazilië tot 1977.
Met meer dan 300.000 geproduceerde exemplaren was het een van de meest succesvolle naoorlogse modellen van Willys.
Na de introductie van vierwielaandrijving in 1949 werd de versie met achterwielaandrijving verkocht als "Station Wagon" en de versie met vierwielaandrijving als "Utility Wagon". De versie met vierwielaandrijving wordt vaak beschouwd als de eerst in serie geproduceerde SUV.

## Ontwerp
De Jeep Station Wagon werd halverwege de jaren veertig ontworpen door industrieel ontwerper Brooks Stevens. Omdat Willys over beperkte financiële middelen beschikte kon het de carrosserieën niet zelf produceren. Daarom ontwierp Brooks een carrosserie die ook gemakkelijk kon gebouwd worden door plaatwerkers die hoofdzakelijk onderdelen voor huishoudelijke apparaten maakten.
Dankzij contrasterend gekleurde oppervlakten zag de carrosserie met zes zitplaatsen eruit als een zogenaamde "woody" (een voertuig waarvan een deel van de carrosserie van hout gemaakt is of daarmee afgewerkt). De stalen carrosserie was efficiënt in massaproductie, gemakkelijker te onderhouden en veiliger dan de echte houten stationwagenversies van die tijd.
De Jeep Station Wagon was het eerste model van Willys met onafhankelijke voorwielophanging. Barney Roos, hoofdingenieur van Willys, ontwikkelde een systeem op basis van een dwarse zevenbladige veer. Het systeem, door Willys "Planadyne" genoemd, was qua concept vergelijkbaar met de "planaire" ophanging die Roos in het midden van de jaren dertig voor Studebaker had ontwikkeld.

## Historiek
De Jeep Station Wagon kwam in 1946 op de markt als model "463", aangedreven door de Willys "Go Devil" 2,2-liter vier-in-lijn zijklepmotor.
In 1947 werd een gesloten bestelwagen geïntroduceerd met één zitplaats, geen zijruiten achter de voordeuren en twee deuren in plaats van een achterklep. Later dat jaar werd ook model "663" op de markt gebracht met een Willys "Lightning" 2,4-liter zes-in-lijn zijklepmotor.
Het aanbod werd in 1948 aangevuld met de Station Sedan, een luxe versie met effen carrosseriekleuren die op alle vlakken beter afgewerkt was dan de Wagon. Vanaf 1949 wordt vierwielaandrijving als optie aangeboden.
In 1950 werd het platte radiatorrooster met 10 sleuven vervangen door een puntig V-vormig ontwerp met vijf horizontale staven. Model "473" kreeg de nieuwe Willys "Hurricane" 2,2-liter vier-in-lijn kop/zijklepmotor en model "673" kreeg een vernieuwde "Lightning" 2,6-liter zes-in-lijn zijklepmotor. De Station Sedan werd niet langer aangeboden. De zescilinder "Lightning" motor werd in 1952 definitief vervangen door de zescilinder-versie van de "Hurricane" motor.
Na de overname van Willys-Overland door Kaiser Motors werden de wagens met vierwielaandrijving in 1954 voorzien van de "Super Hurricane" motor, een zescilinder kop/zijklepmotor van Kaiser. De carrosserie onderging enkele kleine wijzigingen, waaronder het radiatorrooster waar de vijf horizontale staven gereduceerd werden tot drie. Onder de nieuwe eigenaar werden de modellen niet meer Willys Station Wagon genoemd, maar kregen ze de merknaam Jeep.
In 1955 kwamen er een aantal nieuwe modellen bij. De 6-226-reeks kreeg een kaal chassismodel, een model met enkel een voorkant, een model met een voorkant en voorruit en een ambulance. De 475-serie was alleen leverbaar met voorkant en voorruit. In datzelfde jaar trok Kaiser zich terug uit het segment van de personenwagens en kreeg het voertuig van dan af de naam Utility Wagon.
In 1958 werd het nieuwe Maverick-model geïntroduceerd. Dit was een relatief luxe achterwielaangedreven versie van de Wagon, leverbaar met een vier- of zescilindermotor.
De modellen met achterwielaandrijving kregen in 1959 een voorruit uit één stuk, een jaar later volgden de modellen met vierwielaandrijving.
Medio 1962 werd de Jeep "Tornado" motor met bovenliggende nokkenas geïntroduceerd ter vervanging van de zijklepmotor.
In 1965 werd de productie na meer dan 300.000 exemplaren stopgezet.

## Internationale productie

### Argentinië
De Jeep Station Wagon werd van 1957 tot 1970 bij Industrias Kaiser Argentina gebouwd en op de Argentijnse markt aangeboden als de IKA Estanciera.

### Brazilië
In de jaren vijftig werd in Brazilië de Rural Jeep geïntroduceerd, een versie  die gebaseerd was op de Amerikaanse versie uit 1946. In 1961 kwam daar nog een pick-upversie bij.
Ford Brazilië kocht in 1967 de Willys-fabriek en de Rural Jeep werd omgedoopt tot de Ford Rural. In 1972 werd de pick-upversie omgedoopt tot de Ford F-75.
Beide modellen werden aangeboden met achterwielaandrijving of vierwielaandrijving en werden aangedreven door een zes-in-lijnmotor. Dit was de eerste benzinemotor die in Brazilië geproduceerd werd.
De Rural werd stopgezet in 1977, de F-75 in 1981.

## Fotogalerij

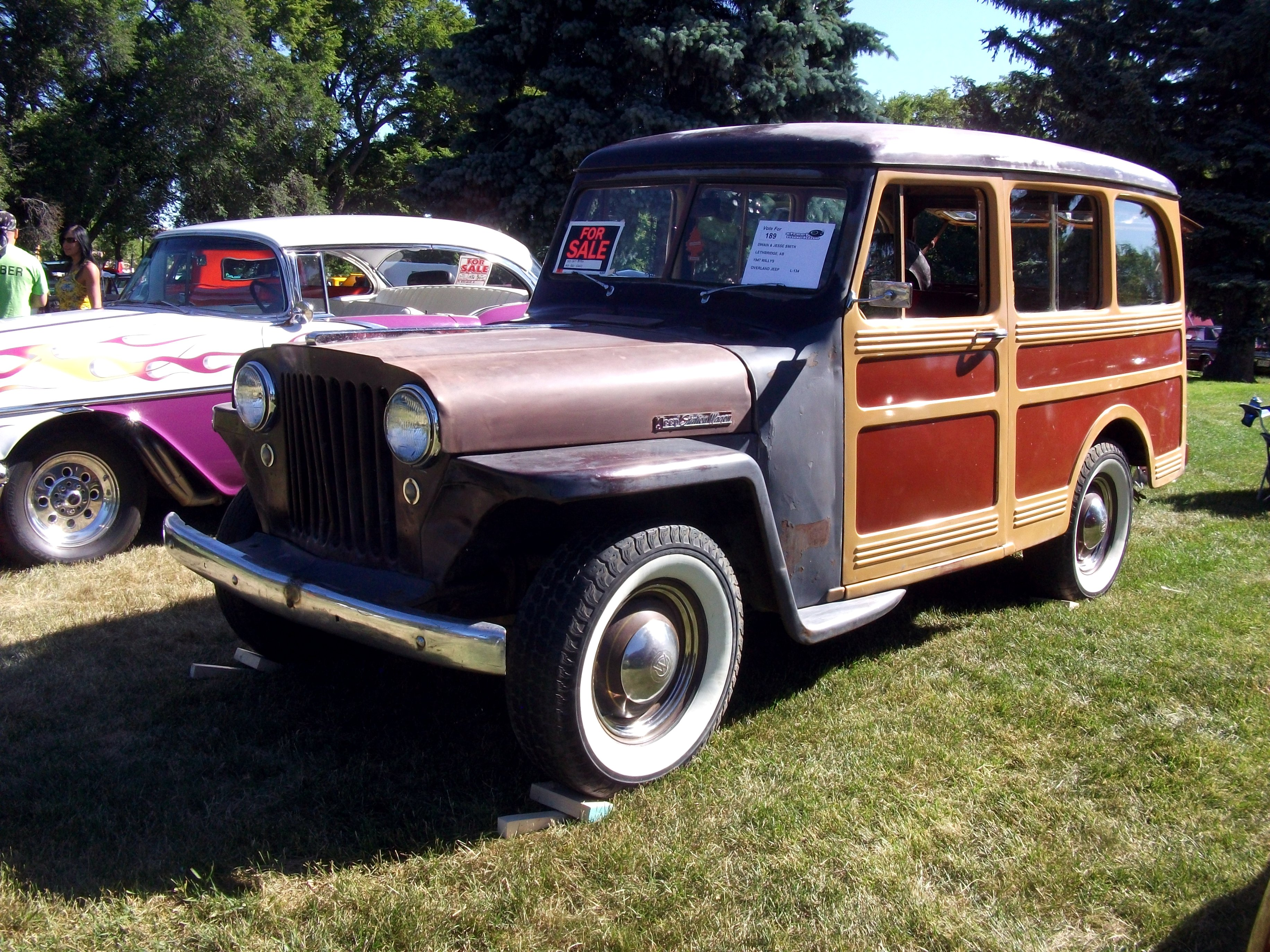
Willys Jeep Station Wagon (1947)
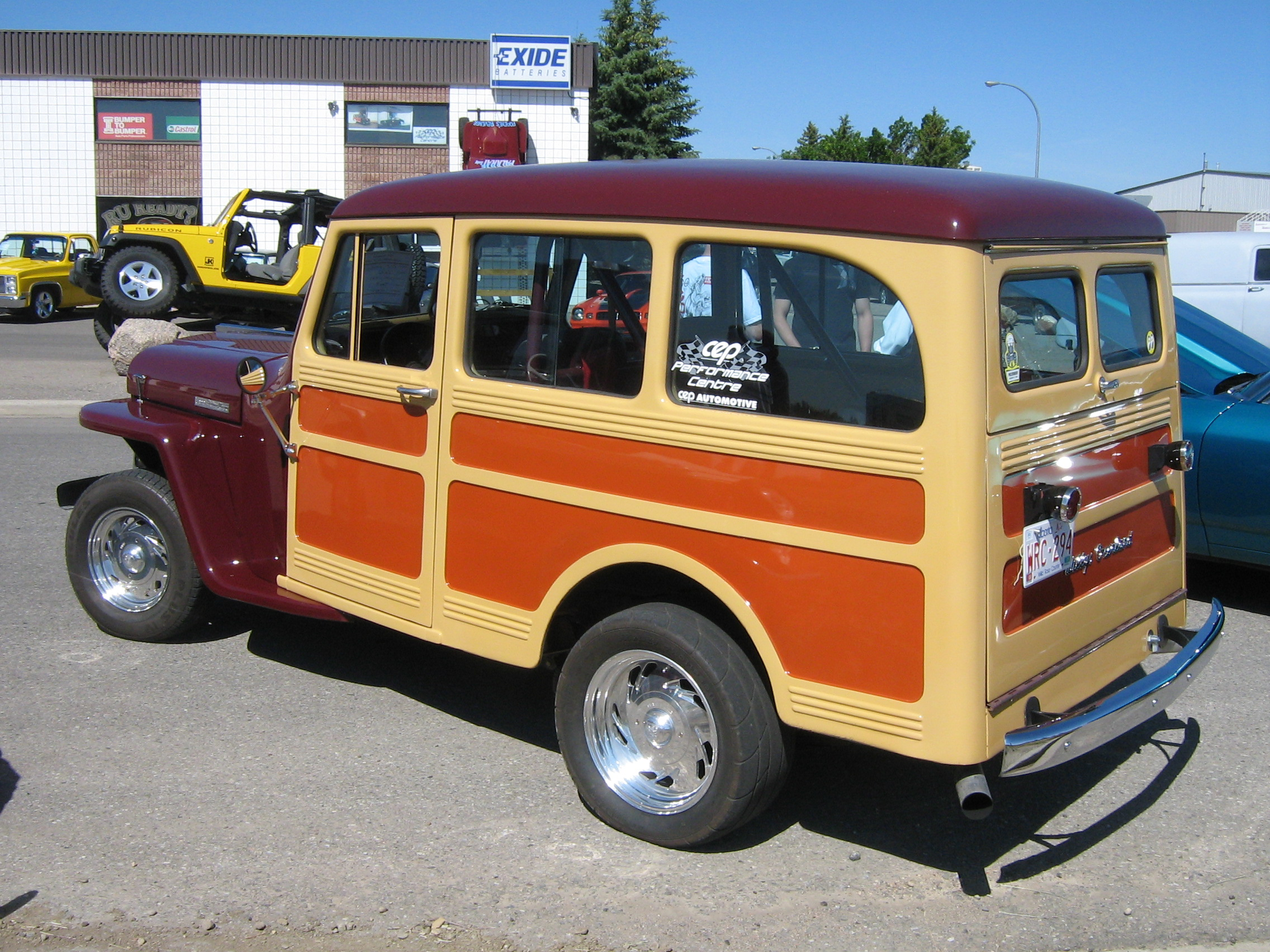
De stalen carrosserie van de Jeep Station Wagon werd soms gespoten als "woody"
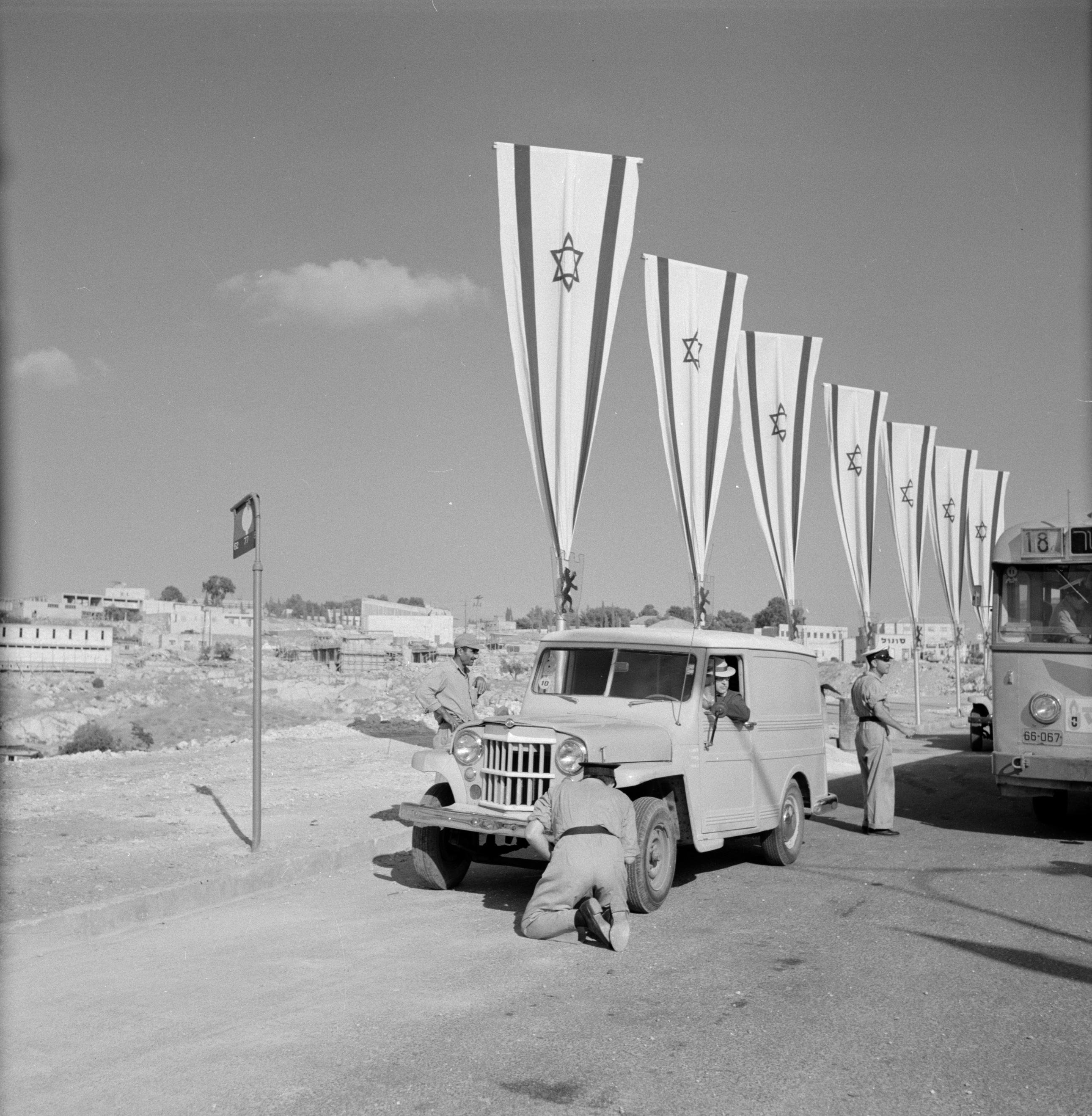
Willys Jeep Panel Delivery bestelwagen
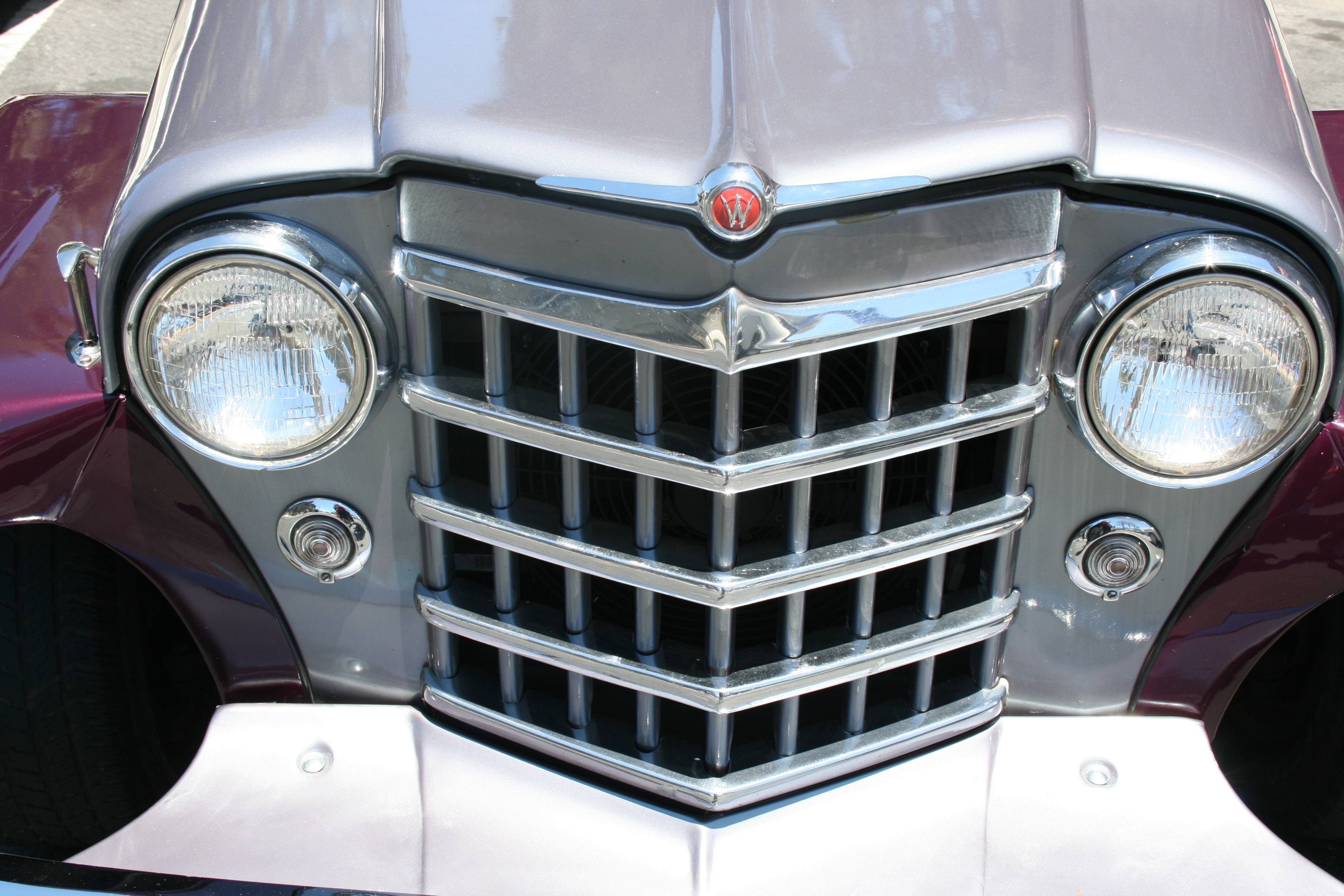
Het nieuwe V-vormige radiatorrooster uit 1950
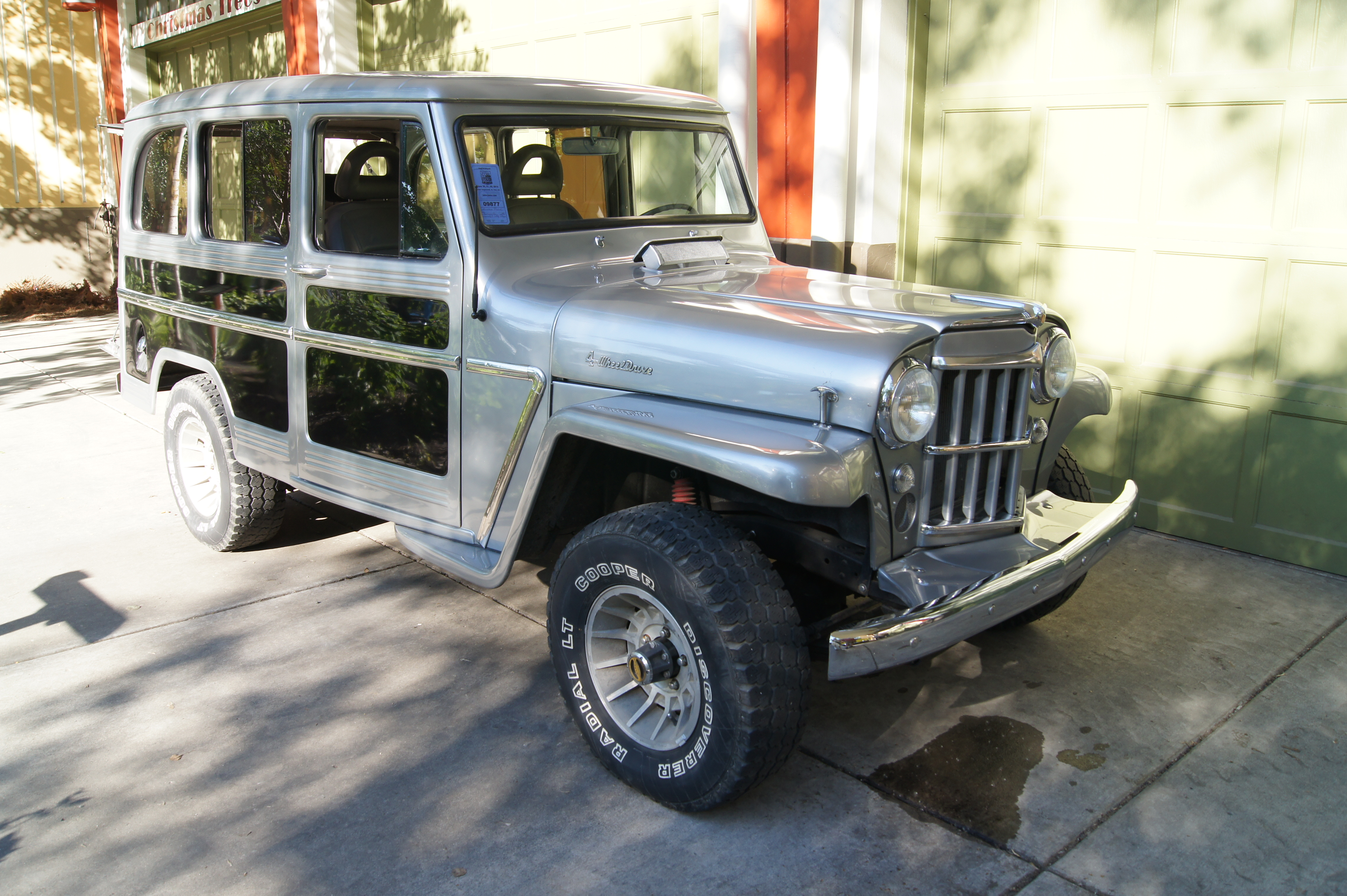
Willys Jeep Station Wagon (1963) met een voorruit uit één stuk
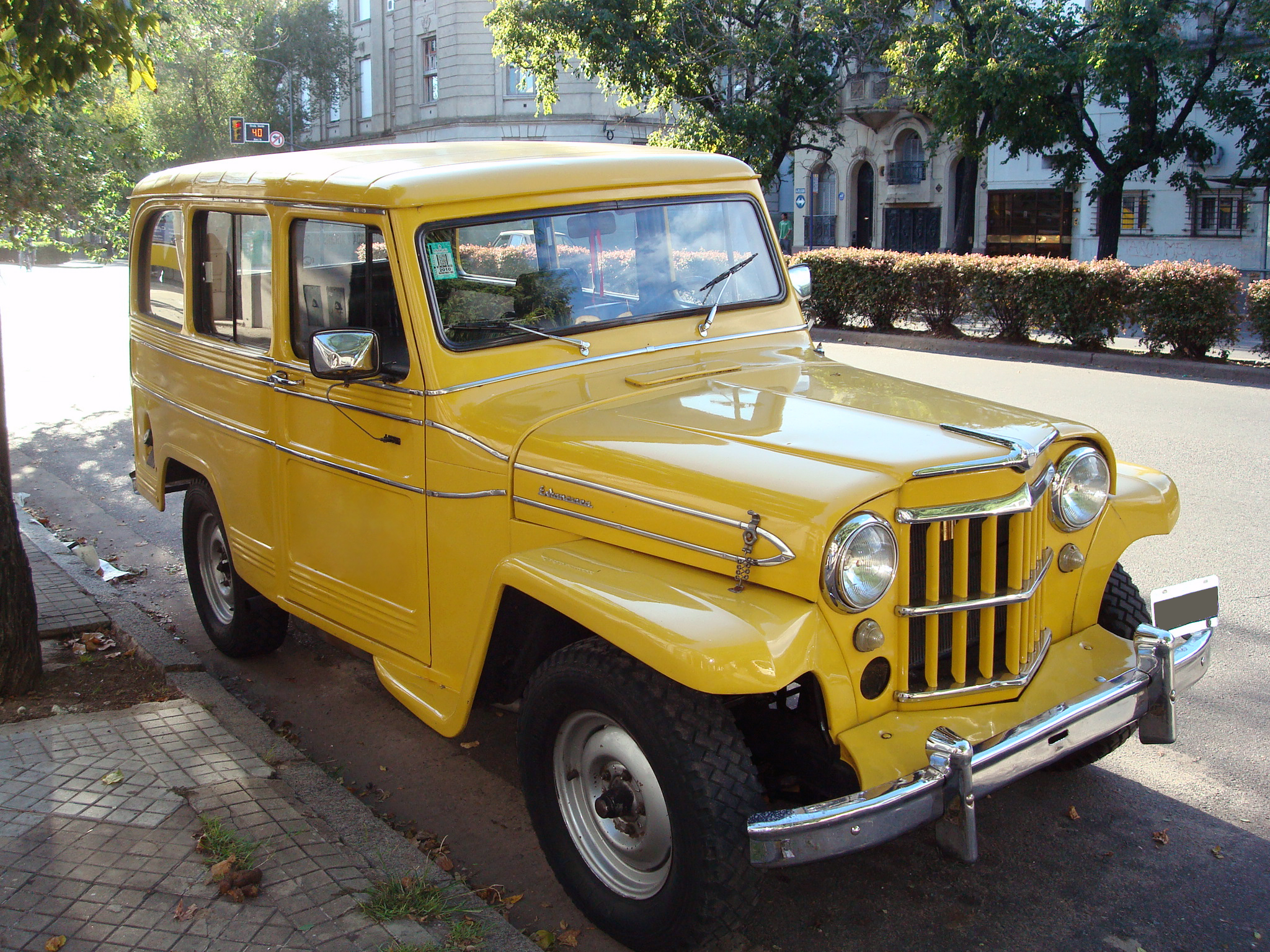
Argentijnse IKA Estanciera
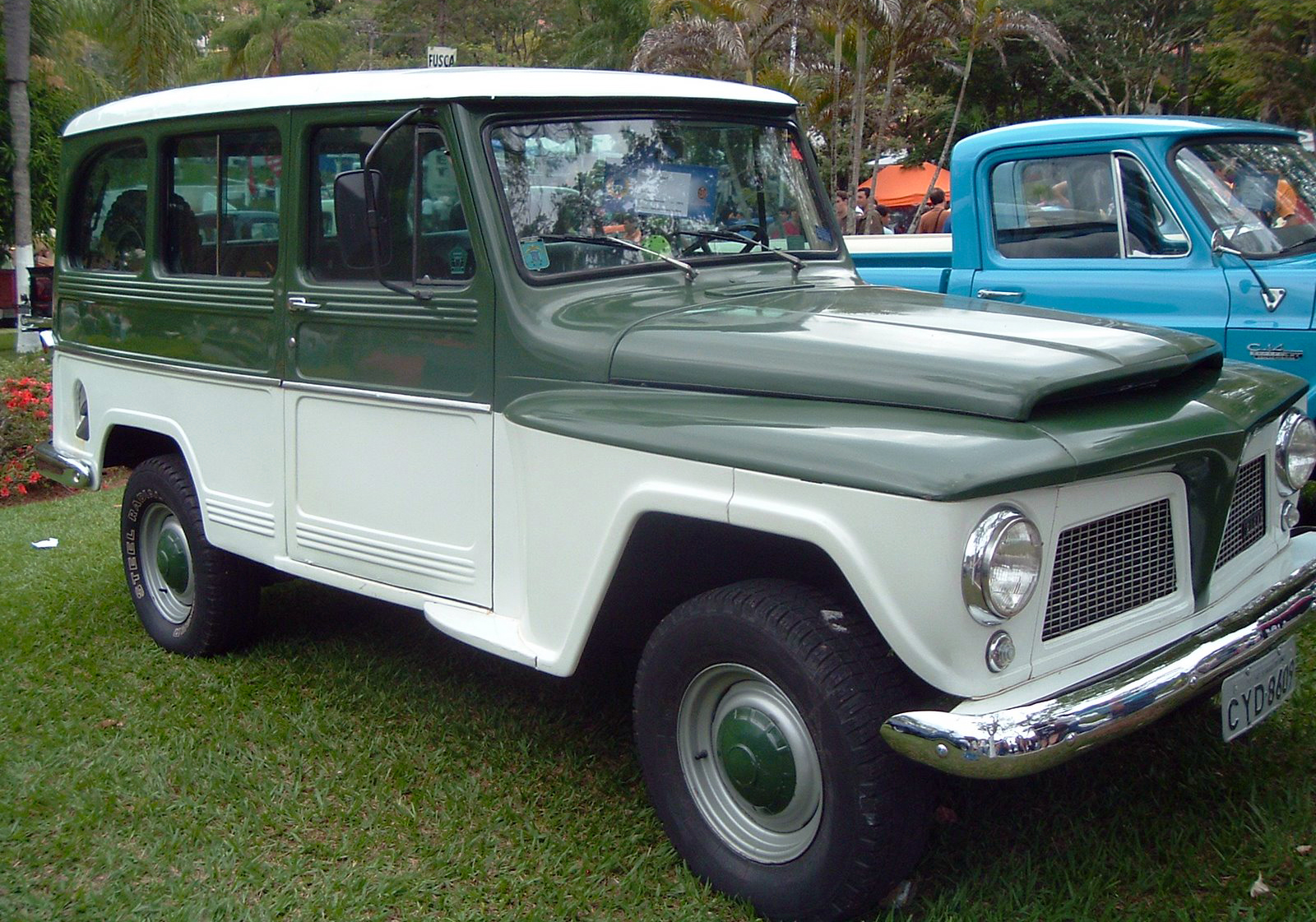
Braziliaanse Ford Rural
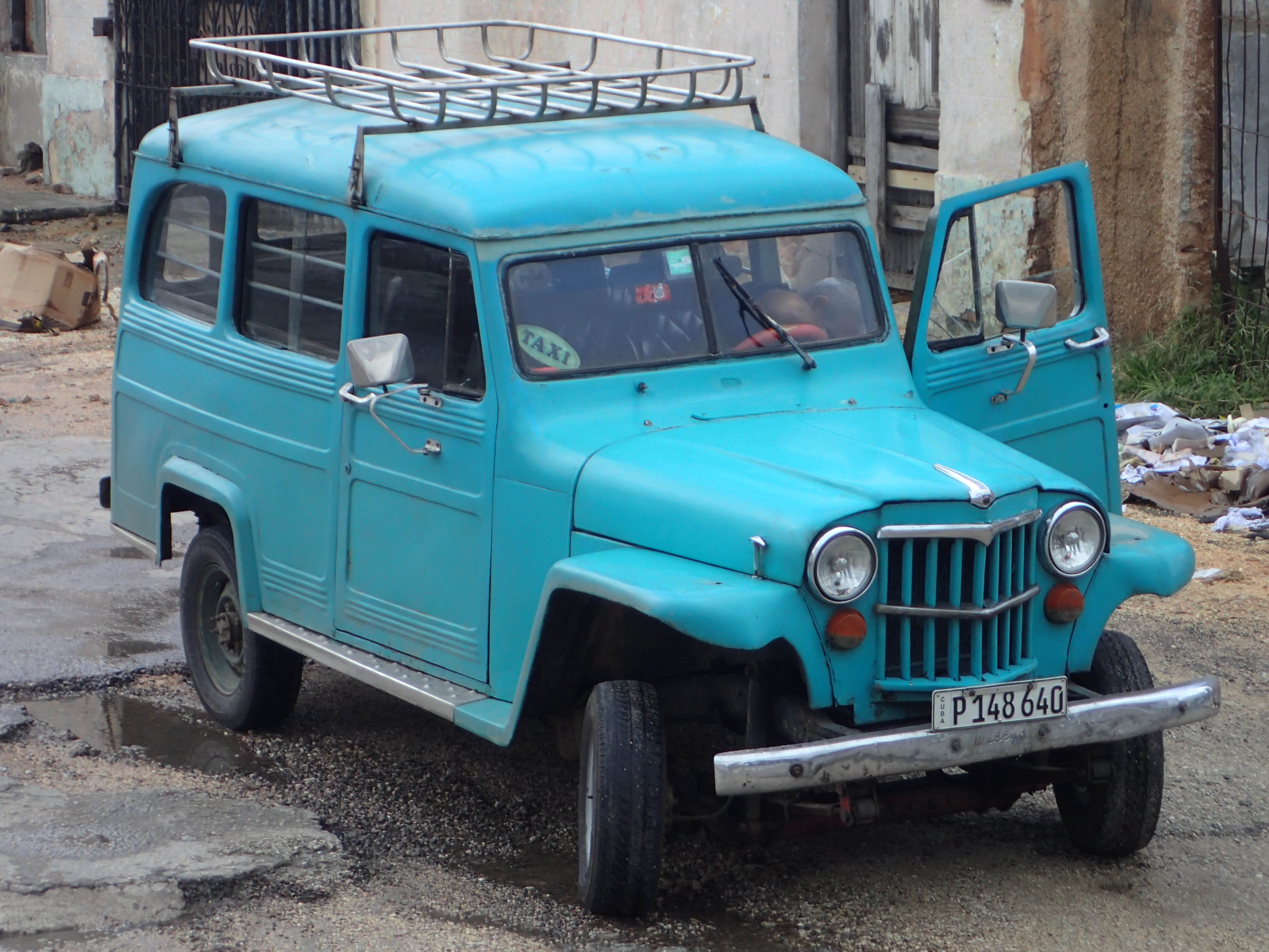
Cubaanse Willys Jeep Station Wagon taxi